# Ribe Amt
Ribe Amt byl dánský okres. Nacházel se na jihozápadě Jutského poloostrova mezi městy Ribe a Esbjerg. K okresu patřil i v Severním moři ležící ostrov Fanø.

## Města a obce
(počet obyvatel k 1. červnu 2005)
| - Billund (8 700) - Blåbjerg (6 457) - Blåvandshuk (4 376) - Bramming (13 670) - Brørup (6 507) - Esbjerg (82 212) - Fanø (3 161) | - Grindsted (17 431) - Helle (8 362) - Holsted (6 942) - Ribe (18 193) - Varde (20 202) - Vejen (16 988) - Ølgod (11 295) |